# Otec na služební cestě
Otec na služební cestě (srbochorvatsky Otac na službenom putu/Отац на службеном путу, anglicky When Father Was Away on Business, francouzsky Papa est en voyage d'affaires) je film režiséra Emira Kusturici z roku 1985. Na MFF v Cannes v roce 1985 obdržel film Zlatou palmu. Je považován za jedno z nejlepších děl tohoto balkánského režiséra.[zdroj?]

## Děj
Příběh, který se odehrává v letech 1950–1952, vypráví malý chlapec jménem Malik. Jeho otec není však na služební cestě, ale na práci v dole a později ve vyhnanství za svůj výrok proti tehdejšímu režimu. Film se odehrává v bosenské metropoli Sarajevu a ukazuje těžká první léta socialistické Jugoslávie a striktního represivního režimu.

## Obsazení
| Moreno de Bartoli      | Malik           |
| Miki Manojlović        | otec Meša       |
| Mirjana Karanović      | matka Sena      |
| Mustafa Nadarević      | Zijo            |
| Mira Furlan            | Ankica          |
| Predrag Laković        | Franjo          |
| Pavle Vujisić          | děda Muzafer    |
| Slobodan Aligrudić     | Ostoja Čekić    |
| Eva Ras                | Ilonka Petrović |
| Aleksander Dorčev      | doktor          |
| Davor Dujmović         | Mirza           |
| Amer Kapetanović       | Joža            |
| Emir Hadžihafisbegović | Fahr            |
| Jelena Čović           | Nataša          |